# Stigmatula submaculans
Stigmatula submaculans är en svampart som först beskrevs av Jean François Montagne, och fick sitt nu gällande namn av Syd. & P. Syd. 1901. Stigmatula submaculans ingår i släktet Stigmatula och familjen Phyllachoraceae.   Inga underarter finns listade i Catalogue of Life.